# Lista de partidos políticos da Itália
Esta é uma lista dos partidos políticos da Itália.

## Partidos políticos
| Nome | Nome                                                       | Nome   |                      | Líder                  | Ideologia                                                                                                   | Espectro                   | Parlamento | Parlamento                       | Regiões             | Regiões   | Parlamento Europeu |
| Nome | Nome                                                       | Nome   | Câmara dos Deputados | Líder                  | Ideologia                                                                                                   | Espectro                   | Senado     | Presidentes das Juntas Regionais | Conselhos regionais |           | Parlamento Europeu |
| ---- | ---------------------------------------------------------- | ------ | -------------------- | ---------------------- | --- | -------------------------- | ---------- | -------------------------------- | ------------------- | --------- | ------------------ |
|      | Movimento 5 Estrelas Movimento 5 Stelle                    | M5S    |                      | Luigi Di Maio          | Eurocepticismo, Ambientalismo, Decrescimento, Populismo, Democracia directa                                 | Partido pega-tudo          | 216 / 630  | 107 / 315                        | 0 / 20              | 123 / 897 | 14 / 73            |
|      | Liga Norte Lega Nord                                       | LN     |                      | Matteo Salvini         | Federalismo, Regionalismo, Populismo, Populismo de direita, Anti-imigração, Euroceticismo, Antiglobalização | Direita a Extrema-direita  | 124 / 630  | 58 / 315                         | 3 / 20              | 179 / 897 | 28 / 73            |
|      | Partido Democrático Partito Democratico                    | PD     |                      | Paolo Gentiloni        | Social democracia, Social liberalismo, Esquerda cristã, Terceira Via, Pró-europeísmo                        | Centro-esquerda            | 111 / 630  | 51 / 315                         | 10 / 20             | 218 / 897 | 19 / 73            |
|      | Força Itália Forza Italia                                  | FI     |                      | Silvio Berlusconi      | Democracia cristã, Conservadorismo liberal, Liberalismo económico, Populismo de direita                     | Centro-direita             | 104 / 630  | 62 / 315                         | 3 / 20              | 141 / 897 | 8 / 73             |
|      | Irmãos de Itália Fratelli d'Italia                         | FdI    |                      | Giorgia Meloni         | Nacionalismo italiano, Conservadorismo, Eurocepticismo                                                      | Direita                    | 33 / 630   | 18 / 315                         | 1 / 20              | 40 / 897  | 5 / 73             |
|      | Artigo 1 Articolo 1 - Movimento Democratico e Progressista | Art. 1 |                      | Roberto Speranza       | Social-democracia, Socialismo democrático, Progressismo                                                     | Centro-esquerda a Esquerda | 8 / 630    | 1 / 315                          | 0 / 20              | 12 / 897  | 0 / 73             |
|      | Mais Europa Più Europa                                     |        |                      | Benedetto Della Vedova | Liberalismo, Liberalismo social, Liberalismo económico, Federalismo europeu                                 | Centro                     | 3 / 630    | 1 / 315                          | 0 / 20              | 3 / 897   | 0 / 73             |
|      | Esquerda Italiana Sinistra Italiana                        | SI     |                      | Claudio Grassi         | Socialismo democrático, Social-democracia, Ecossocialismo, Ecologismo                                       | Esquerda                   | 2 / 630    | 1 / 315                          | 0 / 20              | 8 / 897   | 0 / 73             |
|      | Federação dos Verdes Federazione dei Verdi                 | FdV    |                      | Angelo Bonelli         | Ecologismo, Ambientalismo, Ecossocialismo, Alter-globalização                                               | Esquerda                   | 0 / 630    | 0 / 315                          | 0 / 20              | 2 / 897   | 0 / 73             |